# Serravalle a Po
Serravalle a Po är en ort och kommun i provinsen Mantua i regionen Lombardiet i Italien. Kommunen hade 1 475 invånare (2018).